# Giuseppe Di Stefano Napolitani
Ne doit pas être confondu avec Giuseppe Di Stefano.
Giuseppe Di Stefano Napolitani est un homme politique italien, né à Palerme le 19 février 1861, mort à Palerme le 22 décembre 1932.

## Biographie
Fils de Santi Di Stefano et Teresa Napolitani, Giuseppe Di Stefano Napolitani obtient un laurea en droit. Il exerce comme avocat et est professeur de droit international à l'Institut supérieur de sciences économiques de Palerme. Il est secrétaire du Cercle juridique de Palerme.
Inconnu du grand public, conseiller communal, Giuseppe Di Stefano Napolitani défait le député régionaliste Raffaele Palizzolo, impliqué dans le scandale de l'assassinat de Emanuele Notarbartolo. Avec 816 voix contre 687, il a pu compter sur le soutien de la franc-maconnerie à laquelle il appartient.
Il est réélu aux élections suivantes auxquelles Palizzolo ne participe pas, ainsi qu'en mars 1909, sans candidat face à lui.
Soutien de Giovanni Giolitti, il est en revanche battu lors des Élections législatives italiennes de 1913 par Nunzio Nasi, en dépit des soutiens du préfet, du maire Di Martino, des collecteurs d'impôts et de la mafia des banlieues. Nunzio Nasi, porteur d'un programme autonomiste et d'alternative institutionnelle, s'appuie sur l'ancien électorat de Palizzolo, la presse locale, les socialistes de Tasca et des mafieux du quartier de Ballarò. Mais Nasi préfère son siège de Trapani et tente de faire élire à sa place son fils, Virgilio, défait par Di Stefano lors de l'élection partielle de juillet 1914, soutenu par les principales forces politiques au-delà des partis, Orlando, Camporeale, Tasca Lanza, les nationalistes, la Chambre du travail, les radicaux et socialistes réformistes de l'Union des partis populaires, et le Giornale di Sicilia.
Di Stefano passe dans l'opposition à Giolitti et se présente aux élections administratives à Palerme de juillet 1914, sur la liste de l'Union des partis populaires, aux côtés des députés Tasca, Restivo et Drago, des universitaires Liborio Giuffrè, Arnaldo Trambusti, Emanuele Carnevale et Gaetano Lodato, du républicain Luigi Natoli, et du publiciste Oreste Lo Valvo, sans qu'aucun ne soit élu.
Il est nommé sénateur le 3 octobre 1920. Il siège dans le groupe libéral démocratique puis dans le groupe Unione democratica. Il préside la commission Comptabilité interne entre 1921 et 1922, et est commissaire de surveillance auprès de l'administration du Fonds des cultes entre 1925 et 1927.

## Décorations
- Cavalier de l'Ordre des Saints-Maurice-et-Lazare (9 juin 1907)[1].
- Commandeur de l'Ordre de la Couronne d'Italie (13 septembre 1917)[1].